# Marcelino Mesquita
Marcelino António da Silva Mesquita (Cartaxo, Cartaxo, 1 de setembro de 1856 – São Sebastião da Pedreira, Lisboa, 7 de julho de 1919) foi um dramaturgo português.

## Vida
Era filho de António da Silva Mesquita, natural de Mação (freguesia do Carvoeiro), e de Ana Inácia, também natural da freguesia e concelho do Cartaxo, proprietários da Quinta da Ribeira, onde Marcelino passará extensas temporadas ao longo da vida, e do Pinhal da Rola, em Pontével.
Frequentou por 4 anos o Seminário de Santarém, a Escola Politécnica e a Escola Médico-Cirúrgica, tendo-se formado em Medicina em 1884. No entanto, Marcelino Mesquita notabilizou-se como poeta, jornalista, escritor, dramaturgo, político e deputado pelo Círculo Eleitoral do Cartaxo (1886-1892). Frequentou o Curso Superior de Letras, onde conheceu Teófilo Braga e outros intelectuais da época.
Foi diretor da revista A Comédia Portuguesa começada a publicar em 1888, e diretor literário da Parodia: comedia portugueza (1903-1907), quando, em 1903, a sua revista se "funde" com a A Paródia (1900-1902) de Rafael Bordalo Pinheiro."
Marcelino Mesquita colaborou ainda em diversas publicações periódicas, nomeadamente: Ribaltas e Gambiarras (1881), Jornal do domingo  (1881-1883), Branco e Negro (1896-1898), Serões  (1901-1911), Revista do Conservatório Real de Lisboa  (1902), A Imprensa  (1885-1891), Revista de turismo  iniciada em 1916, e no quinzenário A Voz do Comércio  (1929-1941).

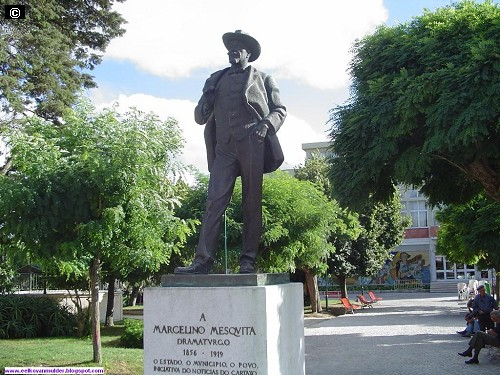
Estátua de Marcelino Mesquita, no Cartaxo.

A 15 de setembro de 1886, casou na igreja paroquial de São José, em Lisboa, com Maria Rufina Teixeira Marques (Santa Justa, Lisboa, c. 1866), que viria a ser dama enfermeira em França (Biarritz) durante a I Guerra Mundial, filha de Joaquim António Teixeira Marques e Ana de Araújo Couto Teixeira Marques, ambos naturais de Lisboa. Por sentença de 11 de maio de 1916, os dois divorciaram-se litigiosamente. Deste casamento nasceu uma filha, que morreu ao fim de poucos meses. Rapidamente abandona a vida conjugal quando conhece Alexandrina Alves Ferreira, com menos dez anos, filha de um casal luso-americano, com quem teve uma filha, Inês, apelidada Tininha. Alexandrina manteve sempre residência própria na Rua do Cabo, mas cuidou da filha, Inês, ao longo da vida. Em Lisboa, Marcelino Mesquita residia no n.º 198 da Rua das Amoreiras (atualmente Rua Prof. Sousa da Câmara), mas a sua residência oficial era a Quinta da Ribeira, em Pontével, herdada dos pais.
Em outubro de 1918, foi nomeado vogal da comissão de reforma do Teatro Nacional D. Maria II. Era membro da Academia das Ciências de Lisboa.
Faleceu a 7 de julho de 1919, com 62 anos, vítima de paralisia da laringe (asfixia), na casa da Rua das Amoreiras (atualmente Rua Prof. Sousa da Câmara), n.º 198, freguesia de S. Sebastião da Pedreira, em Lisboa, com a filha Inês à cabeceira. Foi sepultado no cemitério do Cartaxo.
O jornal "Notícias do Cartaxo", tomou a iniciativa de erigir uma estátua no Cartaxo, onde se lhe pudesse perpetuar a memória. A 2 de dezembro de 1956, foi inaugurado, na Praça 15 de Dezembro, no Cartaxo, o monumento de Marcelino Mesquita, da autoria do escultor Leopoldo de Almeida.
Existe um jardim com o seu nome em Lisboa, mais conhecido por Jardim das Amoreiras.

## Obra
- 1876 - LEONOR TELES - 1.ª Representação efectuada por estudantes de medicina;
- 1881 - MERIDIONAIS, poesia;
- 1884 - HYSTERIA;
- 1885 - PÉROLA – drama em 5 actos, representado no Teatro do Príncipe Real (23 de maio de 1885), após polémica com A. Sousa e Vasconcelos, Comissário Régio do Teatro D. Maria II, que recusou a sua representação no Teatro Nacional;
- 1886 - 1888 - Fixa-se no Cartaxo; compra a tipografia Cartaxense e o jornal "O Povo do Cartaxo", mudando-lhe o nome para "O Cronista"; Continua a frequentar o meio lisboeta, a escrever para os jornais e para o teatro;
- 1886 - SR. BARÃO – drama em 5 actos representado no Teatro do Ginásio Dramático;
- 1887 (6/3) - Concorre pelo Círculo 83 às eleições para o Parlamento;
- 1888 - Vende o jornal e a tipografia e vai fixar residência em Lisboa, onde funda e dirige o jornal satírico A Comédia Portuguesa;
- 1889 (3/10) - LEONOR TELES, drama histórico, em verso, em 5 actos, representada no Teatro D. Maria II;
- 1890 - Participa no movimento do Ultimatum;
- 1893 (8/4) - OS CASTROS, drama em 4 actos, levada à cena pelo Teatro D. Maria II;
- 1895 (27/11) - FIM DE PENITÊNCIA, peça em 1 acto, levada à cena pelo Teatro D. Maria II;
- 1895 - DOR SUPREMA, tragédia burguesa em 3 actos;
- 1896 - NA AZENHA
- 1896 (31/1) - O VELHO TEMA, drama de 5 actos, escrito em parceria com António Maia Pereira, encenado pelo Teatro D. Maria II;
- 1897 - O REGENTE, drama histórico em 3 actos e 9 quadros;
- 1897 (22/10) - Carta a Teófilo Braga a agradecer a oferta do livro Gil Vicente;
- 1898 - O SONHO DA ÌNDIA, drama histórico, em 3 actos e 9 quadros, em verso;
- 1898 (10/9) - SER PAI, peça em 3 actos, levada a cena pelo Teatro D. Maria II;
- 1898 - O TIRANO DA BELA URRACA.
- 1899 (4/2) - AUTO DO BUSTO, quadro, em verso, evocativo do Centenário do Nascimento de Almeida Garrett;
- 1899 - PERALTAS E SÉCIAS, comédia em 3 actos em prosa.
- 1899 - Recusa a condecoração proposta pelo rei D. Carlos, com o pretexto de ser republicano, a quando de uma das representações de Peraltas e Sécias;
- 1900 - Colaboração no Almanaque dos Palcos e Salas;
- 1900 - A MORTA GALANTE, monólogo em verso;
- 1901 (4/3) - SEMPRE NOIVA, drama histórico em 4 actos e 7 quadros, encenado pelo Teatro D. Maria II;
- 1901 (17/10) - SINHÁ, episódio da vida burguesa, drama em 3 actos, levado à cena pelo Teatro D. Maria II;
- 1902 (24/3) - O TIO PEDRO, episódio trágico em 1 acto, encenado pelo Teatro D. Amélia;
- 1902 (7/11) - UMA ANEDOTA, episódio dramático em 1 acto, levado à cena pelo Teatro D. Amélia;
- 1903 - A NOITE DO CALVÁRIO, drama em 4 actos; 1ª representação no Teatro do Recreio, Rio de Janeiro, em Abril de 1902; representação no Teatro do Príncipe Real (13 de abril de 1907); protestos de Marcelino Mesquita contra a proibição, pela censura teatral, da peça "A noite do Calvário", em O Século;
- 1903 - REI MALDITO, peça popular histórica, em 4 actos, levada a cena pelo Teatro Príncipe Real;
- 1905 (28/4) - ALMAS DOENTES, tragédia, em 2 actos; representação no Teatro D. Maria II;
- 1908 (13/3) - Carta de Marx Nordau, apreciando DOR SUPREMA;
- 1910 (15/10) - Carta que Teófilo Braga, pedindo-lhe um prefácio para a peça MARGARIDA DO MONTE;
- 1912 (6/11) - Carta de Max Nordau a Marcelino Mesquita, apreciando MARGARIDA DO MONTE;
- 1908 - OS QUATRO REIS IMPOSTORES;
- 1909 - ENVELHECER, drama em 4 actos;
- 1910 - MARGARIDA DO MONTE, peça em 4 actos, em verso popular; episódio cortezão da primeira metade do século XVIII, representado no Teatro de D. Amélia, em Lisboa;
- 1911 - A MENTIRA, episódio dramático, em 1 acto, encenado no Teatro D. Amélia;
- 1915 (2/6) - PEDRO O CRUEL, tragédia histórica em 4 actos, encenado pelo Teatro Nacional;
- 1915 (8/7) - Carta de Max Nordau a criticar a obra "Pedro o Cruel";
- 1917 - O CÃO DO REGIMENTO, monólogo;
- 1917 - UM EPISÓDIO DE GUERRA, drama em 1 acto. Foi representando uma única vez no Pinhal da Azambuja, numa récita de beneficência em favor dos soldados portugueses;
- 1919 - O GRANDE AMOR, poema lírico.